# Jakob Kienzle
Pour les articles homonymes, voir Kienzle.
Jakob Kienzle (né le 12 avril 1859 à Schwenningen, mort le 25 février 1935 à Zurich) est un entrepreneur allemand dans le domaine de l'horlogerie.

## Biographie
Jakob Kienzle est le fils de Jakob Kienzle (1820-1859), marchand de céréales, et de Barbara Strohm (1826-1907). Lorsque le père meurt trois mois après la naissance de Jakob, Friedrich Mauthe, le mari de Maria Kienzle, la sœur du père de Jakob, prend la tutelle.
À 14 ans, Jakob Kienzle travaille dans l'usine horlogère de son oncle adoptif Friedrich Mauthe, où il apprend les bases de la production horlogère. Mais fin 1873, son tuteur l'envoie à Triberg. Jakob Kienzle effectue un apprentissage commercial dans une épicerie. Le commerce assez complexe des marchandises importées d'outre-mer, à savoir le café, le cacao, le sucre, les épices et le thé, inspire l'apprenti Kienzle.
En 1883, Jakob Kienzle épouse Agathe (1863-1931), la sœur de Carl Johannes Schlenker, à Schwenningen, et devient associé de leur entreprise horlogère, qui s'appelle désormais "Schlenker & Kienzle". Le nombre d'employés passe à plus de 60 cette année.
L'entreprise connaît un tel succès qu'il a fallu acheter de nouvelles installations de production pour la fabrication de montres. La production en série d'horloges commence, une machine à vapeur de 10 CV assure l'entraînement des machines. En raison de l'augmentation des droits d'importation pour les montres en Autriche-Hongrie, la concurrence dans l'industrie horlogère autrichienne s'accroît au cours de la période 1887-1888. Cela aboutit à la création d'une succursale à Komotau en Bohême. À cette époque, environ 120 personnes sont employées dans les deux entreprises Schlenker & Kienzle. Dix ans plus tard, le nombre d'employés triple en raison d'une nouvelle expansion. En 1897, Jakob Kienzle devient l'unique propriétaire de l'entreprise, qui est rebaptisée Kienzle Uhrenfabriken en 1919.
Kienzle fait de l'entreprise l'un des fabricants de montres les plus importants de l'époque. Il fonde d'autres succursales à Milan et à Paris et emploie 600 personnes au tournant du siècle. Pendant la Première Guerre mondiale, l'activité horlogère s'effondre et Kienzle doit convertir son usine à la production de détonateurs.
En 1919, Jakob Kienzle se retire de la direction active et la cède à ses fils Herbert Kienzle (1887-1954, qui fonde plus tard la société Kienzle Apparate GmbH, Villingen), Christian Kienzle (?-1926) et Helmut Wilhelm Kienzle (1900-1962).
Pour ses services à l'industrie allemande de l'armement pendant la Première Guerre mondiale, Jakob Kienzle reçoit le titre de conseiller privé du commerce en 1917. En 1927, la ville de Schwenningen nomme Jakob Kienzle citoyen d'honneur et l'Université technique de Stuttgart un doctorat honorifique.